# Олаяш (станція метро)
38°44′22″ пн. ш. 9°7′26″ зх. д. / 38.73944° пн. ш. 9.12389° зх. д.
Ол́аяш (порт. Olaias) — станція Лісабонського метрополітену. Знаходиться у східній частині міста Лісабона, в Португалії. Розташована на Червоній лінії (або Сходу), між станціями «Аламеда» і «Бела-Вішта». Станція берегового типу, мілкого закладення. Введена в експлуатацію 19 травня 1998 року в рамках пролонгації метрополітену у східному напрямку міста, де в тому ж році відбувалась міжнародна експозиція присвячена океанам EXPO'98. Розташована в першій зоні, вартість проїзду в межах якої становить 0,75 євро.

## Опис
Окремі архітектурні і декораційні елементи станції нагадують інші 5 нових станцій Червоної лінії («Бела-Вішта», «Шелаш», «Олівайш», «Кабу-Руйву» і «Оріенте»), оскільки усі вони були побудовані і введені в дію в один і той же час. Архітектор — Tomás Taveira, у доробку якого також три стадіони футбольної першості ЄВРО-2004: «Алваладе XXI», «Магальяйш Песоа» в Лейрії і «Муніципальний» в Авейру. Художні роботи виконали Tomás Taveira, Pedro Cabrita Reis, Graça Pereira Coutinho, Pedro Calapez, Rui Sanchez. Станція має лише один вестибюль підземного типу, що має два виходи на поверхню, а також ліфт для людей з фізичним обмеженням. На станції заставлено тактильне покриття. 

## Режим роботи[5]
Відправлення першого поїзду відбувається з кінцевих станцій лінії:
- ст. «Аламеда» — 06:30
- ст. «Оріенте» — 06:30

Відправлення останнього поїзду відбувається з кінцевих станцій лінії:
- ст. «Аламеда» — 01:00
- ст. «Оріенте» — 01:00

## Галерея зображень

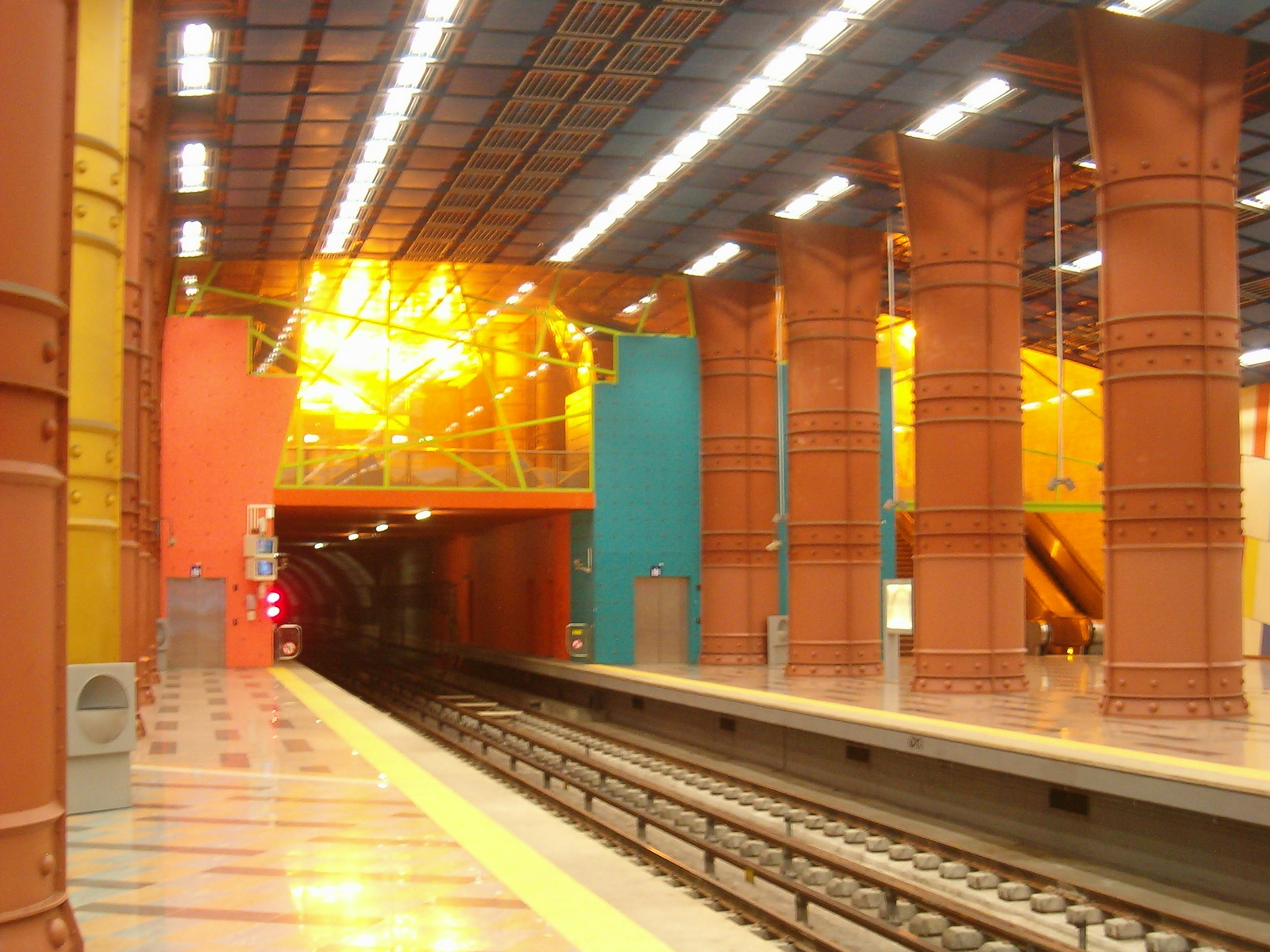
Головна зала і посадкові платформи станції
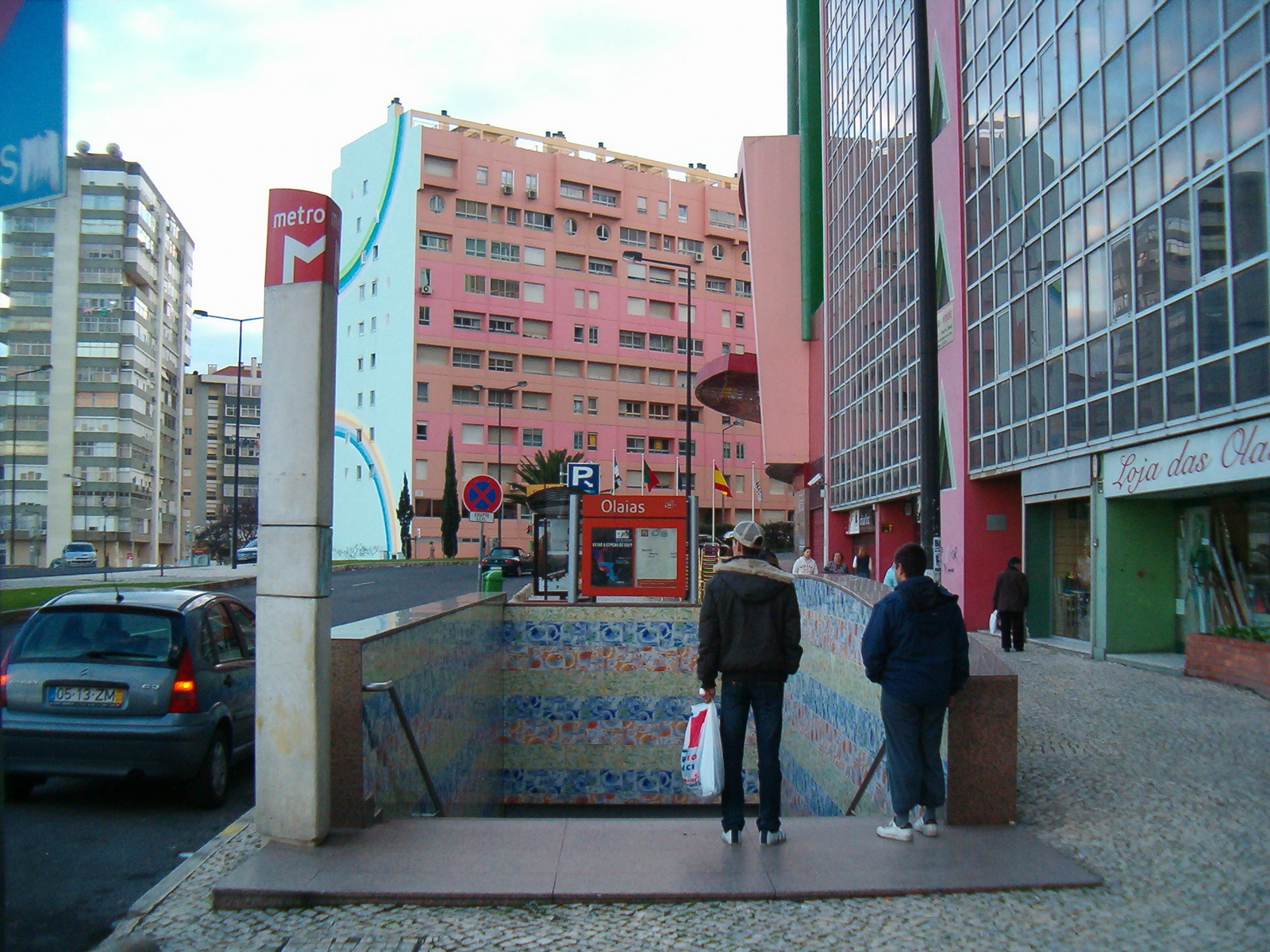
Вхід до станції з вулиці
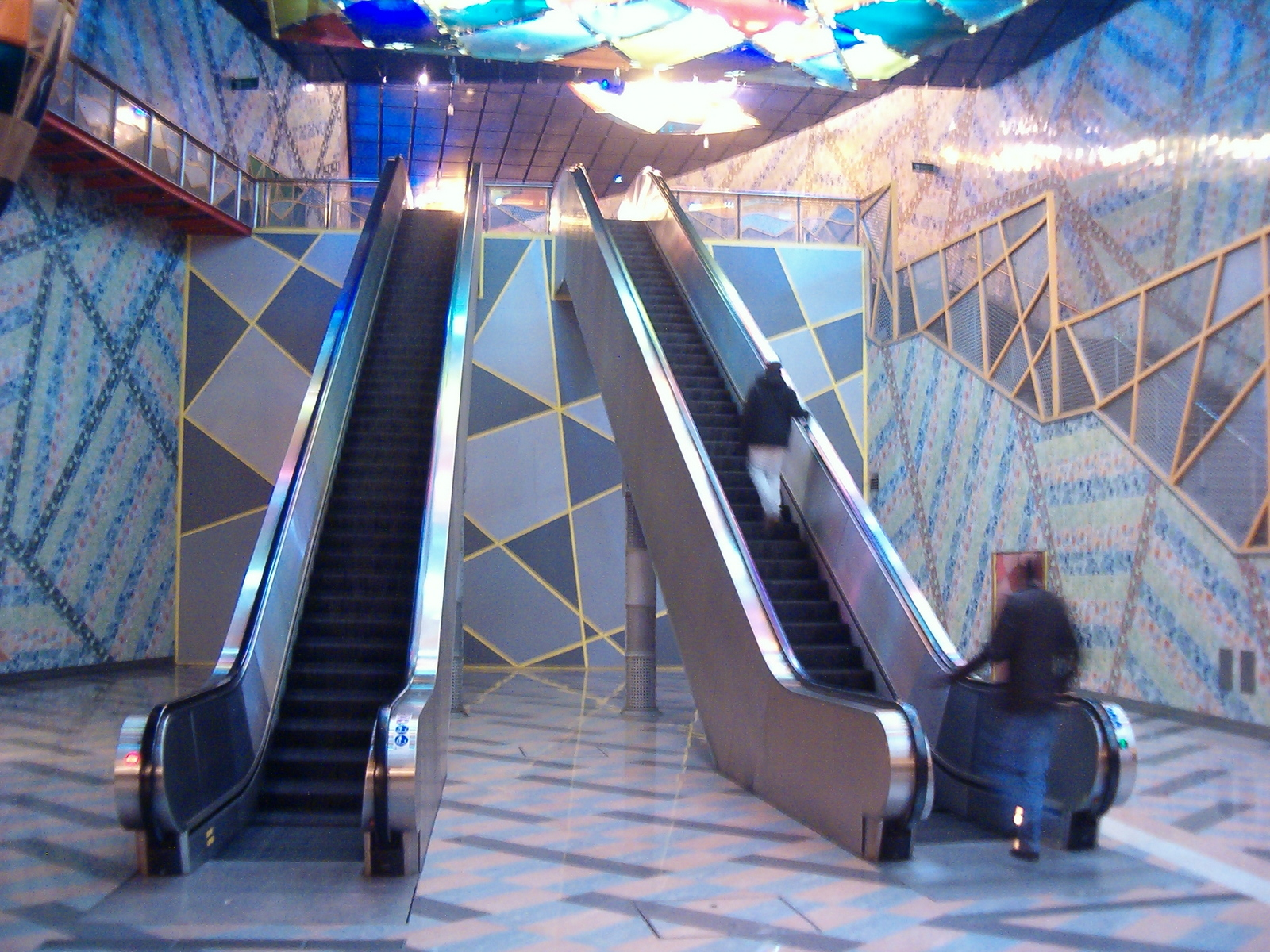
Ескалатори у вестибюлі станції
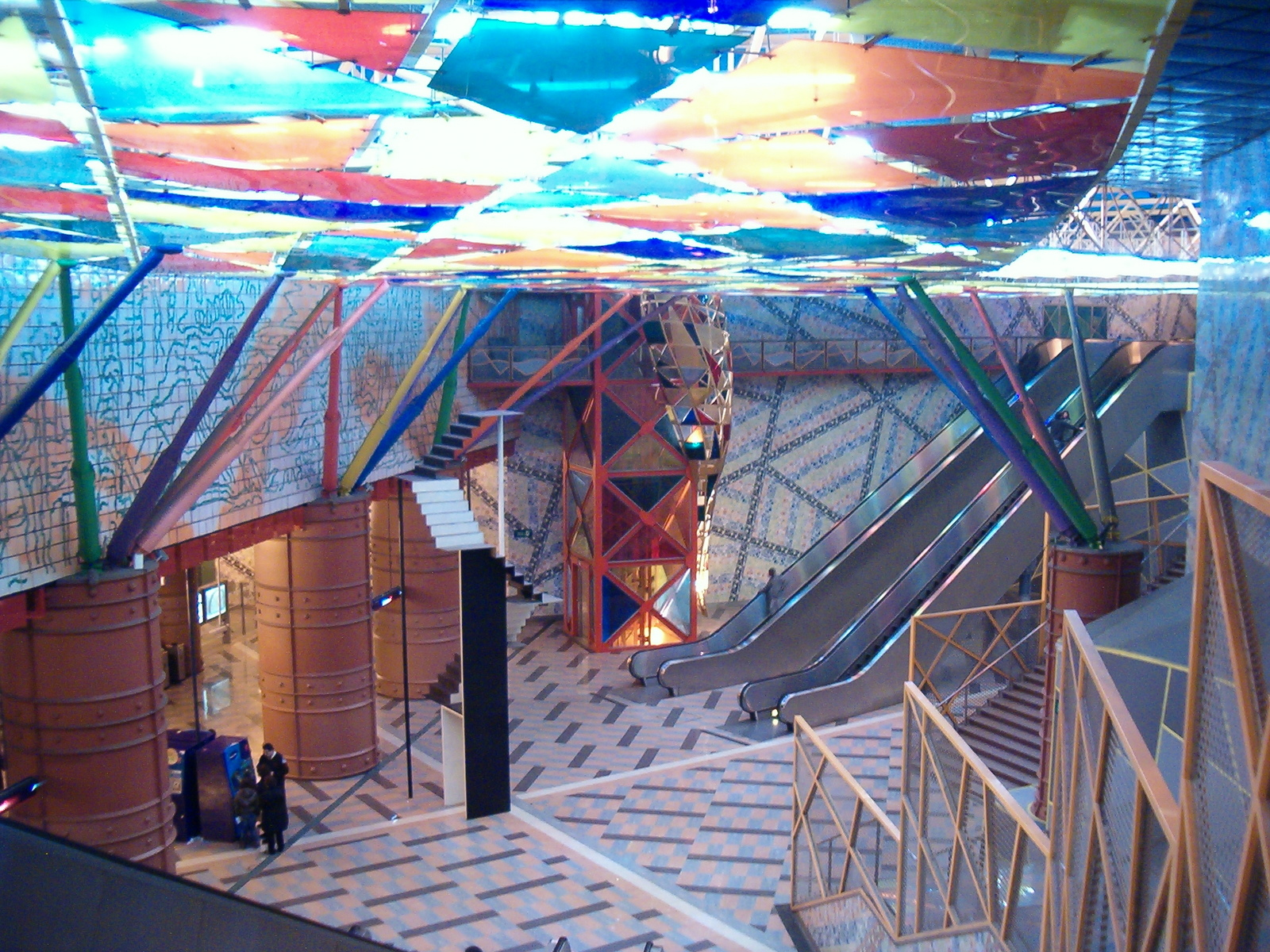
Загальний вигляд вестибюля станції